# Josef (Sohn Jakobs)
Josef oder Joseph (hebräisch יוֹסֵף Jôsef), der Sohn von Jakob und Rachel, ist eine Person der Bibel. Die Josefserzählung (Gen 37 ) stellt den Übergang von den Vätergeschichten der Genesis zur Geschichte Israels im Buch Exodus her.
Im Koran ist die biblische Josefstradition breit aufgenommen. Die gesamte zwölfte Sure ist Yusuf (so lautet sein arabischer Name) gewidmet.

## Josef in der Bibel

### Name
Der Name Josef wird anlässlich seiner Geburt auf doppelte Weise sprachspielerisch gedeutet. Seine Mutter Rachel sagt (Gen 30,23–24 ):
- „Gott hat meine Schmach von mir genommen“ (Verbalwurzel אסף ʾsp̅, deutsch ‚wegnehmen‘);
- „Der HERR möge mir noch einen Sohn dazu geben“ (Verbalwurzel יסף jsp̅, deutsch ‚hinzufügen‘).

Die zweite Deutung trifft philologisch das Richtige; hebräisch יוֹסֵף jôsef ist ein verkürzter Satzname, der ursprünglich einen Gottesnamen enthielt und in der Langform יוֹסִפְיָה Josifja lautete: „Jah(we) möge hinzufügen.“

### Entstehung des Brüderkonflikts
Als 17-jähriger Jugendlicher gerät Josef in einen Konflikt mit seinen Halbbrüdern, der sich für ihn lebensgefährlich zuspitzen wird. In Gen 37,2 ist von einer Indiskretion Josefs die Rede. Die Übersetzungen ermöglichen unterschiedliche Deutungen:
- „Josef hinterbrachte ihrem Vater ihre üble Nachrede“ (Lutherbibel, Einheitsübersetzung);
- „Josef hinterbrachte ihrem Vater, was man ihnen Schlimmes nachsagte“ (Zürcher Bibel).

Dieses Motiv wird aber nicht wieder aufgenommen und bleibt rätselhaft. Für den Hass der Brüder auf Josef bringt der Erzähler zwei Gründe:
- Motiv Kleid: Der Vater schenkt Josef ein luxuriöses Kleidungsstück. Die Bezeichnung hebräisch כתנת פסים ketonet passim begegnet in der Hebräischen Bibel noch ein weiteres Mal für das Kleid einer Königstochter (2 Sam 13,18f. EU). Mit diesem Gewand wird Josef als rechte Hand des Vaters eingesetzt und die Altershierarchie der Brüder auf den Kopf gestellt.[3]
- Motiv Traum: Der Bevorzugung Josefs entspricht bei diesem ein „überbordendes Selbstbewußtsein“, das sich in zwei Träumen ausdrückt.[4] Die Träume kreisen um das Motiv der Proskynese; im ersten Traum werfen sich bei der Getreideernte die Garben der Brüder vor Josefs Garbe nieder, im zweiten Traum huldigen Sonne, Mond und elf Sterne dem Josef. Der „Familienrat“ kann diese Träume nicht deuten. Bei den Brüdern vertieft das Missverstehen den Hass auf Josef und begründet die nun folgende Tragödie; die literarische Figur Jakob zeigt als Vater Eigenschaften, die für diesen Akteur typisch sind: „sein mangelndes Gespür für Gerechtigkeit und seine Unschlüssigkeit“.[5]

Gen 37 zeichnet das Bild des „verwöhnten und bevorzugten Prinzen“ Josef; im Hintergrund stehen die „Unheil brütenden Brüder“. Im Kontrast zu seinem kecken Auftreten als Traumerzähler ist Josef im weiteren Verlauf hilflos (Gen 37,15 ) und passiv. Die Brüder planen Josefs Ermordung, um die Erfüllung seiner Träume zu verhindern (Gen 37,20 ), aber gerade damit setzen sie die Handlung in Gang, die zu Josefs Aufstieg führen wird.

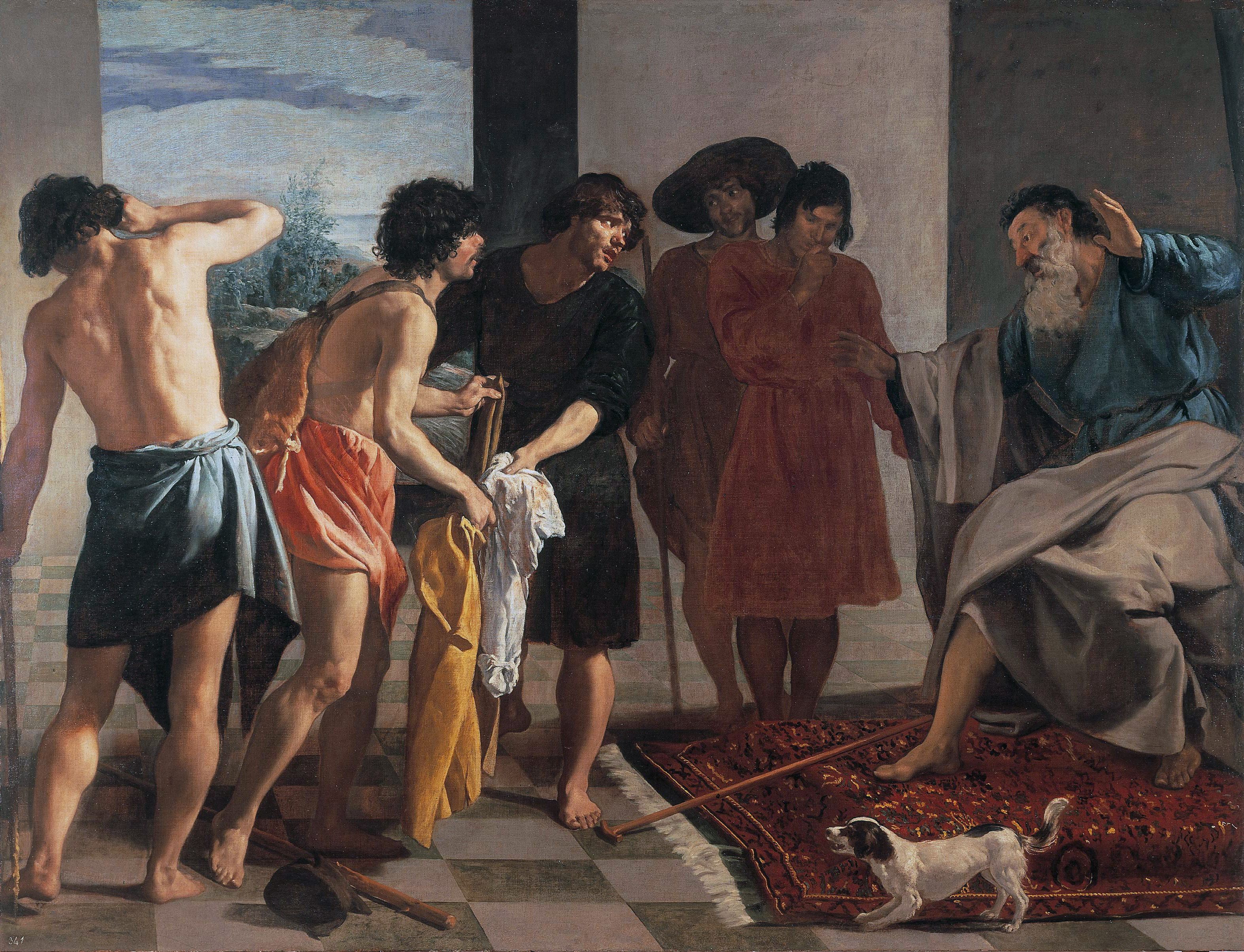
Josefs blutiges Gewand wird dem Jakob gebracht (Diego Velázquez, 1630, Real Sitio de San Lorenzo de El Escorial)

- Motiv Grube: hebräisch בור bôr bezeichnet sowohl die Zisterne als auch das Gefängnis, weil eine leere Zisterne so genutzt werden konnte. Damit wird in Gen 37,20 ein weiteres Motiv der Josefsgeschichte eingeführt.[8]

Die Brüder reißen Josef sein Kleid vom Leib als Beweisstück gegenüber dem Vater, dass „ein böses Tier“ seinen Lieblingssohn gefressen hätte, und werfen ihn in eine trockene Zisterne. Am Ende von Kap. 37 ist Josef aber nicht tot, sondern lebend in der Hand von Sklavenhändlern. Die Erzählung oszilliert zwischen zwei Szenarien, wie es dazu kommen konnte: a) er wurde auf Initiative Judas von den Brüdern aus der Zisterne gezogen und an Ismaeliter als Sklave verkauft; b) er sollte nach einem Vorschlag Rubens in der Zisterne umkommen, ohne dass die Brüder Blutschuld auf sich lüden (wobei Ruben vorhatte, ihn heimlich zu retten), wurde aber von Midianitern entdeckt und „gestohlen“.
In der lokalen Überlieferung wird die Zisterne namentlich mit Ǧubb Yūsuf (جُبّ يُوسِف) („Zisterne Josefs“, „Josephsgrube“) in Verbindung gebracht, einem heute verlassenen Dorf nördlich von Dotan, wo an der Via Maris die Ruine einer Karawanserei, Ḫān Ǧubb Yūsuf, aus dem 14. Jahrhundert erhalten blieb.

### Josefs Aufstieg in Ägypten
Kapitel Gen 39  bis Gen 41  enthalten einen Erzählstoff der jüdischen Diaspora, wobei sich die Lebensgeschichte Josefs ähnlich wie diejenige Daniels und Esters entwickelt: steile, aber gefahrvolle Karriere im fremden Land. Ägypten ist hier durchaus positiv als Lebensraum gekennzeichnet (anders als im Buch Exodus), und Josef lässt sich sehr weitgehend auf die ägyptische Kultur ein, was der Erzähler offenbar billigt. Das wäre für andere biblische Autoren inakzeptabel.
Als Sklave kommt Josef in Ägypten in ein „gutes Haus“ und gelangt dort zu einer Vertrauensstellung. Sein Herr ist Potifar, der Oberaufseher der Leibwache und Kämmerer des Pharao (Gen 37,36 ). Es ist gut möglich, dass der Erzähler sich vorstellte, hohe Hofbeamte seien in Ägypten Eunuchen gewesen, und auch die von ihm geschaffene literarische Figur Potifar so verstanden wissen will.
Der Erzähler zeichnet von Josef das Bild eines „klugen, gefälligen, bescheidenen, tüchtigen jungen Mannes“ und entspricht damit einem weisheitlichen Erziehungsideal. Diesen idealen Weisheitsschüler kennzeichnet, dass er sich in die verschiedensten Verhältnisse schicken kann, aber zum Erfolg kommt etwas Unverfügbares – sein Gott JHWH ist mit ihm. Erst jetzt (Gen 39,6 ) fügt der Erzähler zum Bild Josefs hinzu, dass er „schön von Gestalt und schön von Aussehen“ war. Die folgende Episode Josef und die Frau des Potiphar hat innerhalb der Hebräischen Bibel besondere erzählerische Qualitäten. Potifars Frau versucht Josef zum Geschlechtsverkehr zu verführen (Gen 39,7 , im Original nur zwei Worte: hebräisch שִׁכְבָ֥ה עִמִּֽי shikhvah ʿimmî); Josef lehnt ab mit einer gewundenen moralischen Erklärung. Sie bedrängt den Sklaven weiterhin und ergreift schließlich sein Kleid, woraufhin Josef nackt entflieht. Mit diesem Kleid in der Hand verklagt sie Josef bei Potifar, er habe sie vergewaltigen wollen. Josefs Kleid hatten bereits die Brüder nach ihrem Anschlag als falsches Beweisstück für Josefs Tod verwendet; dieses Motiv wird nun variiert. Die Ähnlichkeit mit dem Anfang des ägyptischen Zweibrüdermärchens (Papyrus d’Orbiney) ist auffällig; das gilt besonders für das Dilemma des Protagonisten – willigt er ein, ist mittelfristig mit Entdeckung und Strafe zu rechnen; lehnt er ab, gerät er sofort in Schwierigkeiten. Der Erzähler gibt Potifars Reaktion (Gen 39,19 ) etwas Mehrdeutiges: Es „packte ihn der Zorn“. Dass der Zorn sich nicht gegen Josef richtete, ist gut möglich, da er seinen Sklaven nicht mit dem Tod, sondern mit Gefängnis bestraft. Und so kehrt Josef in die „Grube“ zurück.

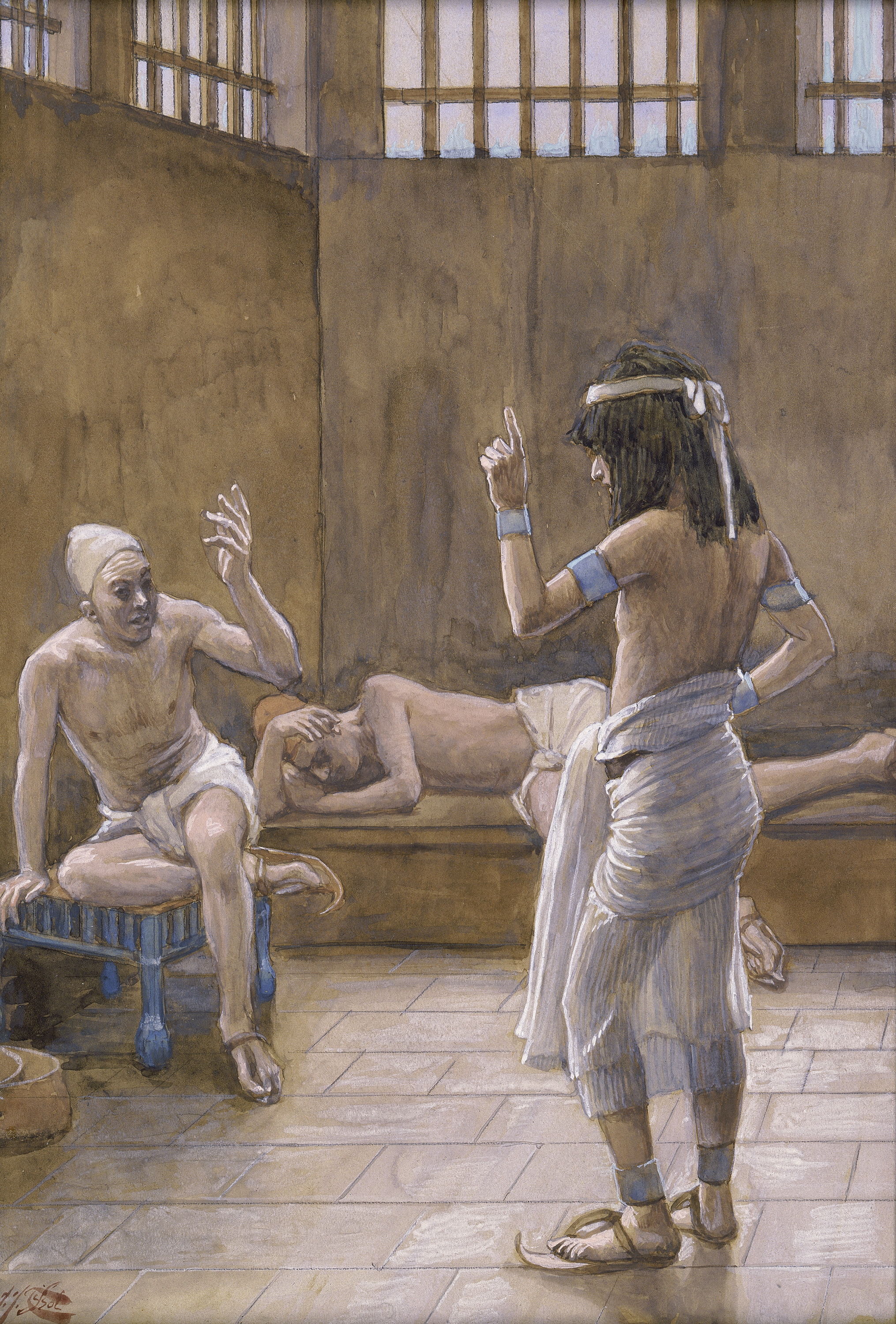
Josef deutet im Gefängnis Träume (James Tissot, vor 1902, Jewish Museum)

Gefängnisse im heutigen Sinne sind in Ägypten erst seit der Ptolemäerzeit bekannt, und deshalb (Kenntnis ägyptischer Verhältnisse beim Verfasser vorausgesetzt) ist das Gefängnis als Schauplatz der folgenden Szenen eher als Arbeitshaus vorzustellen. Josef steigt aufgrund göttlichen Beistands vom einfachen Zwangsarbeiter zum Aufseher auf (Gen 39,22–23 ). Sodann ergibt sich die ungewöhnliche Situation, dass zwei Höflinge (der oberste Mundschenk und der oberste Bäcker) in Ungnade fallen und in Josefs Arresthaus aufbewahrt werden, bis ihr Urteil gefällt wird. Josef wird ihnen als Bedienung zugeteilt. Als beide einen bedeutsamen Traum haben, erweist Josef ihnen den „Dienst“ der Traumdeutung. Er sagt dem Mundschenk Begnadigung, dem Bäcker die Todesstrafe voraus. Dass es sich um einen positiven und einen negativen Traum handelt, ist offensichtlich; was Josef den beiden Höflingen bietet, ist das Herausgreifen der entscheidenden Züge aus dem jeweiligen Traumbild und das Übergehen des Unwichtigen. Er verbindet das mit einer Bitte: „Aber denke an mich, wenn es dir gut geht, und erweise mir die Gunst: Nenne meinen Namen beim Pharao und bringe mich aus diesem Haus.“
Als alles wie von Josef vorhergesagt eintrifft, beginnt der Leser für Josef zu hoffen, doch vergebens: der Obermundschenk vergisst ihn, und Josef verbringt zwei Jahre im Gefängnis. Dann hat der Pharao zwei bedeutsame Träume, die ihm keiner der berufsmäßigen Traumdeuter erklären kann. Jetzt erinnert sich der Mundschenk wieder an Josef. Aus dem Kerker geholt, mit geschnittenen Haaren und neu eingekleidet tritt Josef vor den Pharao und bietet eine ähnlich souveräne Deutung des Doppeltraums wie zuvor bei den beiden Höflingen. Ägypten stehe nach einigen guten Ernten eine ebenso lange Hungersnot bevor, und Josef gibt praktischen Rat, wie man sich darauf vorbereiten solle. Das Bildungsideal, für das er steht, zielt darauf, in bedeutungsvollen Situationen kompetent beraten zu können. Der Pharao wird durch Josefs Rede dessen göttlichen Beistands gewahr und erhebt ihn deshalb zum Landesvater, noch ehe sich die Weissagung bewahrheitet. Indem kein handgreiflicher Beweis für einen künftigen Nutzen, sondern die Gewissheit göttlichen Wirkens den Pharao zu Josefs Erhöhung veranlasst, kontrastiert die Darstellung Ägyptens in der Genesis abermals mit derjenigen im Exodus.
Es folgt die nächste Stufe von Josefs Aufstieg: ein neues Gewand, ein neuer, ägyptischer Ehrenname (Zafenat-Paneach) und die Heirat mit Asenath, der Tochter des Hohenpriesters Potifera von On. On ist ein alter Name für Heliopolis, die Stadt, die der Verehrung und Anbetung des ägyptischen Sonnengottes diente. Das Paar hat zwei Söhne: Manasse und Ephraim. Josef ist nun vollständig in Ägypten integriert. Nachdem er einen „Schlußstrich unter sein bisheriges Leben gezogen hat“, wird er wieder mit seiner Herkunftsfamilie konfrontiert.

### Beilegung des Brüderkonflikts
Die Hungersnot erreicht die Nachbarländer. Auch Josefs Brüder reisen nach Ägypten, um Getreide zu kaufen. Der Erzähler stellt es sich wohl so vor, dass sie mit Scharen von anderen Hungernden nach Ägypten kommen und beim Kornverkauf direkt dem mächtigen Wesir Josef gegenüberstehen. Dass sie ihn nicht erkennen, leuchtet ein; dass er sie nicht kennen will, erzeugt Spannung. Josef spielt seine ägyptische Rolle glaubwürdig, wenn er sich besorgt zeigt, feindliche Kräfte könnten über Ägyptens verwundbare Nordostgrenze einsickern. Deshalb müsse er die Jakobssöhne „prüfen“, was doppeldeutig ist. Die Brüder erläutern ihre Familienverhältnisse, wobei das Gespräch auch auf den Bruder kommt, der „nicht mehr ist“ (Gen 42,13 ), und dessen jüngsten Bruder Benjamin. Josef gibt vor, die Richtigkeit ihrer Angaben prüfen zu wollen; „tatsächlich aber will er sehen, wie sich die Brüder dem jüngsten gegenüber verhalten werden, wenn dieser in Gefahr gerät.“ Indem er einen der Brüder, Simeon, gefangen setzt, verpflichtet er die Brüder zur Rückkehr. Die Brüder besprechen sich untereinander, nicht ahnend, dass Josef alles versteht: „Ja, wir müssen büssen, was wir an unserem Bruder verschuldet haben. Wir haben ihn in seiner ganzen Not gesehen, als er uns um Erbarmen anflehte, aber wir haben nicht darauf gehört.“ Jetzt erst wird dieser Aspekt ihres einstigen Anschlags gegen Josef nachgetragen.

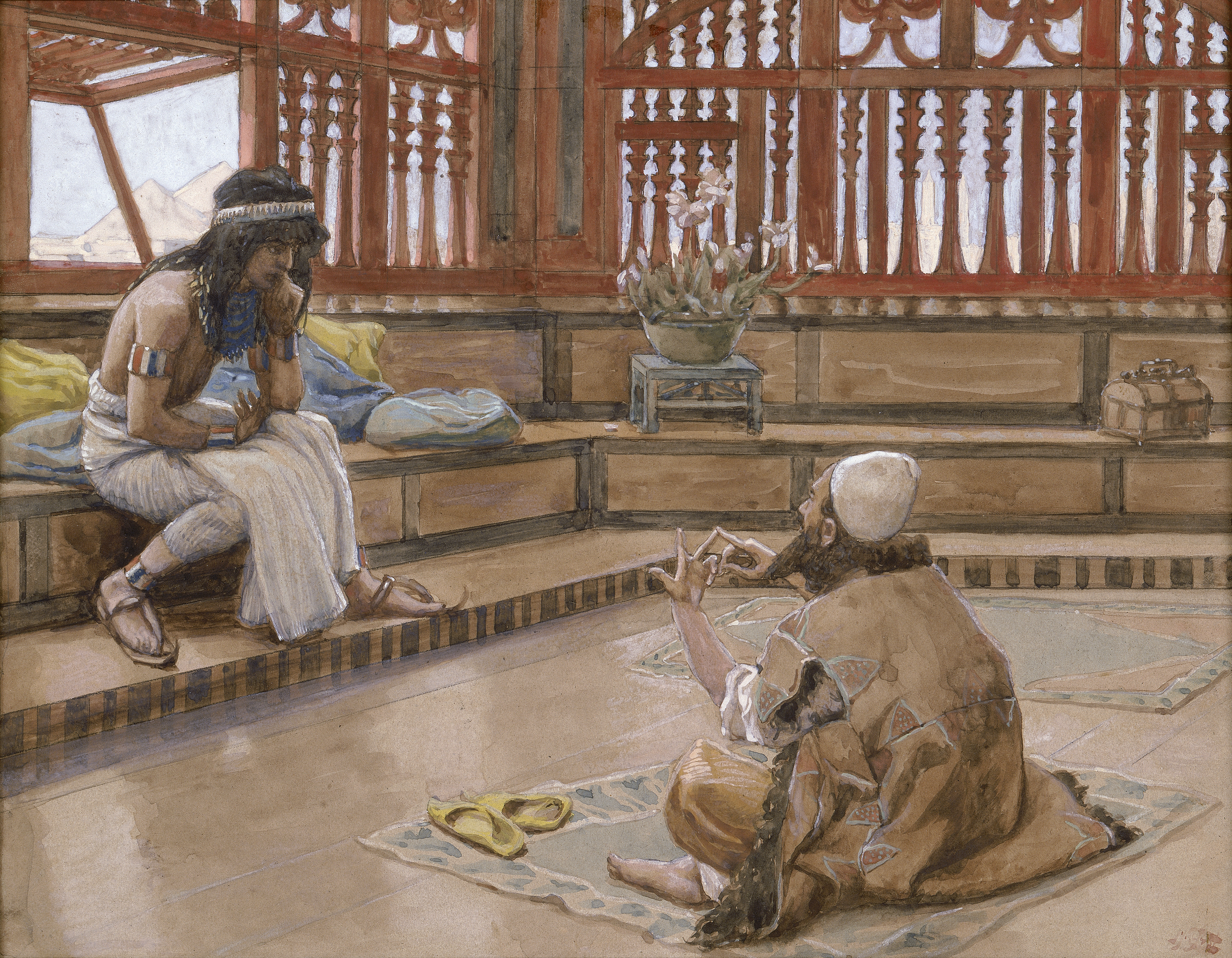
Josef verhandelt mit seinem Bruder Juda (James Tissot, vor 1902, Jewish Museum)

Bei der nun folgenden zweiten Reise der Brüder mit Benjamin nach Ägypten nimmt der Erzähler Josef genauer in den Blick: Benjamin wird ihm vorgestellt, er spricht ihn freundlich an, wird von Emotionen überwältigt, geht in seine Privaträume, bricht dort in Tränen aus, wäscht sein Gesicht und kehrt selbstbeherrscht zurück, um weiter die Rolle des Wesirs zu spielen (Gen 43,29–31 ). Es gibt ein Festmahl; alles scheint gut. Als sie jedoch nach Hause reisen, werden die Brüder unterwegs aufgehalten und kontrolliert. Josefs Hausverwalter bezichtigt die Brüder, seinem Herrn einen Silberbecher gestohlen zu haben. In Benjamins Sack findet sich der silberne Becher, den Josef dort vorher verstecken ließ.
In der nächsten Szene sind die Brüder vor Josef versammelt. Josef, der sich zynisch als mächtig und allwissend gebärdet (Gen 44,15 ), besteht darauf, dass Benjamin nun sein Sklave sei; die andern könnten frei zu ihrem Vater zurückkehren. An diesem dramatischen Höhepunkt setzt Juda zu einer Rede an, die nach Gerhard von Rad als „kleines Kunstwerk für sich“ betrachtet werden kann. Denn Juda versucht zu verhandeln, wo es eigentlich keinen Spielraum mehr für Verhandlungen gibt. Er bietet sich selbst als Sklave an Benjamins statt an und malt die Not des alten Jakob aus, der den Verlust Benjamins nicht ertragen könnte (Gen 44,18–34 ). Als Josef das hört, kann er nicht länger an sich halten, sondern fängt laut zu weinen an und gibt sich seinen Brüdern zu erkennen. Er ordnet an, dass sein Vater Jakob und seine Familie nach Ägypten kommen sollen. So geschieht es.

Als Jakob stirbt, entsteht ein neues Problem. Josefs Antwort zeigt, dass auch er sich geändert hat: Er spielt nicht mehr Gott. 

„Als man ihm diese Worte überbrachte, weinte Josef. Seine Brüder gingen dann auch selbst hin, fielen vor ihm nieder und sagten: Hier sind wir als deine Knechte. Josef aber antwortete ihnen: Fürchtet euch nicht! Stehe ich denn an Gottes Stelle? Ihr habt Böses gegen mich im Sinne gehabt, Gott aber hatte dabei Gutes im Sinn, um zu erreichen, was heute geschieht: viel Volk am Leben zu erhalten. Nun also fürchtet euch nicht! Ich selbst will für euch und eure Kinder sorgen. So tröstete er sie und redete ihnen zu Herzen.“

Dass die religiöse Deutung der ganzen Geschichte hier abschließend der Hauptperson in den Mund gelegt wird, ist nach Konrad Schmid charakteristisch für die Josefserzählung. „Gottes Handeln in der Geschichte kann nicht objektiv identifiziert werden, aber es gibt zulässige subjektive Deutungen.“
Josef wird 110 Jahre alt (Gen 50,22–26 ); trotz hohen Alters stirbt er als erster der Brüder. Man balsamiert ihn ein und legt ihn in Ägypten in einen Sarg. Später wird der Sarg beim Auszug der Israeliten von Mose aus Ägypten mitgeführt. Nach Jos 24,32  wird Josef in Sichem auf einem Stück Feld begraben, das Josefs Vater Jakob gekauft hatte. Das Josefsgrab im heutigen Nablus ist eine Gedenkstätte für Juden, Christen und Muslime.

## Wirkungsgeschichte
Im Islam ist Josef ein Prophet, dessen Geschichte im Koran in Sure 12 beschrieben wird und der in persischer Literatur wie die Rose als Symbol vollendeter Schönheit gilt.

### Bildende Kunst

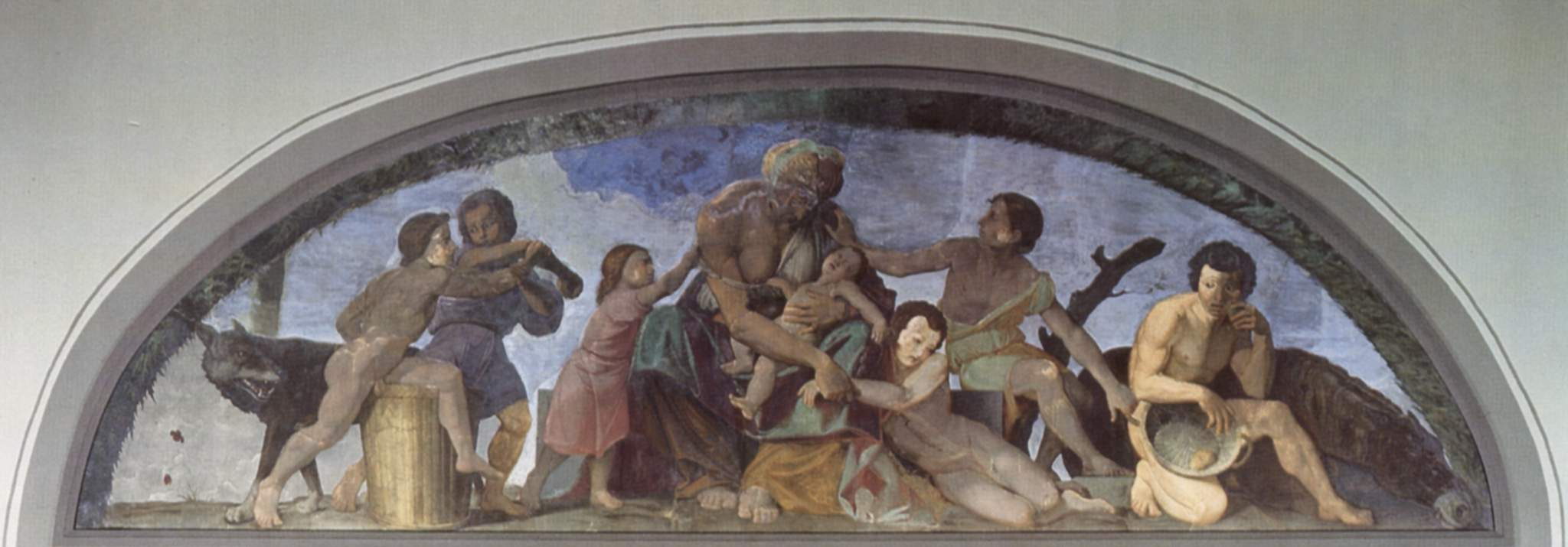
Friedrich Overbeck: Die sieben mageren Jahre, Freskenzyklus der Casa Bartholdy, Berlin, heute Alte Nationalgalerie (1816–17)

In der christlichen Welt wurde die Geschichte Josefs oft typologisch als alttestamentliche Entsprechung von Jesus von Nazaret verstanden. Das Bild, wie die Brüder Josef in den Brunnen werfen, wurde in der Ikonografie oft als Bild der Taufe verstanden. Die Darstellung der Geschichte Josefs in der bildenden Kunst findet sich nur vereinzelt ab dem 4. Jahrhundert. Die Außenwangen der Maximianskathedra aus der Mitte des 6. Jahrhunderts sind mit Szenen aus der Josefslegende geschmückt. Das Kästchen mit Szenen der Josefsgeschichte aus Konstantinopel entstand vor 1204.
Zwei Chorfenster des Erfurter Doms aus dem Jahre 1390 gehören zu den bedeutendsten mittelalterlichen Darstellungen. Mehrere Ereignisse der Josefsgeschichte wie die Radierung Joseph seine Träume erzählend wurden durch Rembrandt van Rijn aufgegriffen.
Im 19. Jahrhundert entstand ein umfangreicher Freskenzyklus durch die Nazarener Peter von Cornelius, Friedrich Overbeck, Wilhelm von Schadow und Philipp Veit, die sogenannten Fresken der Casa Bartholdy, die auf Putz aufgemalt, später abgetragen wurden und heute in der Alten Nationalgalerie in Berlin in der Originalaufhängung von 1879 zu sehen sind. Im 20. Jahrhundert griff Marc Chagall die alttestamentliche Erzählung auf.

### Musik
1733 schrieb Pietro Metastasio das Oratorienlibretto Giuseppe riconosciuto, das in der Folge mehr als 50 Mal vertont wurde.
1743 schrieb Georg Friedrich Händel sein Oratorium Joseph and his Brethren, HWV 59, auf einen Text von James Miller. Es wurde am 2. März 1744 in London uraufgeführt.
1807 schrieb Étienne-Nicolas Méhul seine Oper Joseph zu einem Libretto von Alexandre Duval. Das Werk erreichte im 19. Jahrhundert in ganz Europa eine hohe Popularität.
1914 wurde das Ballett Josephs Legende, op. 63, von Richard Strauss in Sergei Diaghilevs Ballets Russes in Paris uraufgeführt. Hugo von Hofmannsthal hatte zusammen mit Harry Graf Kessler das Libretto entworfen.
In neuerer Zeit nahm sich Andrew Lloyd Webber in seinem Musical Joseph and the Amazing Technicolor Dreamcoat des Themas an.
Das Musical Josef – Eine Traumkarriere aus dem Jahr 1988 stammt von Jürgen Werth (Text) und Johannes Nitsch (Musik).

### Film
1982 griff der deutsche Filmproduzent Curt Linda in Shalom Pharao das Thema auf.
1995 verfilmte US-Regisseur Roger Young im Rahmen der TV-Reihe Die Bibel Josefs Lebensgeschichte, mit Ben Kingsley als Potifar, Paul Mercurio als Josef, Martin Landau als Jakob und Lesley Ann Warren in der Rolle von Potifars Frau (Die Bibel – Josef). Der zweiteilige dreistündige Film erhielt den Emmy als „Bester Film“ und Ben Kingsley den Emmy als „Bester männlicher Nebendarsteller“.
2000 veröffentlichte DreamWorks den Film Joseph – König der Träume. Der 75 Minuten lange Zeichentrickfilm wurde direkt für den DVD/Video-Markt produziert. Als Sprecher wirken im Original unter anderen Ben Affleck und Mark Hamill mit.
Der Spielfilm Der Träumer (2014) aktualisiert die Josephsgeschichte im 21. Jahrhundert.

## Gedenktag
31. März im Kalender der Lutherischen Kirche – Missouri-Synode.